# Thuidium cylindraceum
Thuidium cylindraceum là một loài rêu trong họ Thuidiaceae. Loài này được Mitt. mô tả khoa học đầu tiên năm 1869.